# Pécel vasútállomás
Pécel vasútállomás egy Pest vármegyei vasútállomás, Pécel városában, a MÁV üzemeltetésében. Közúti elérését a 31 303-as számú közút teszi lehetővé.

## Története

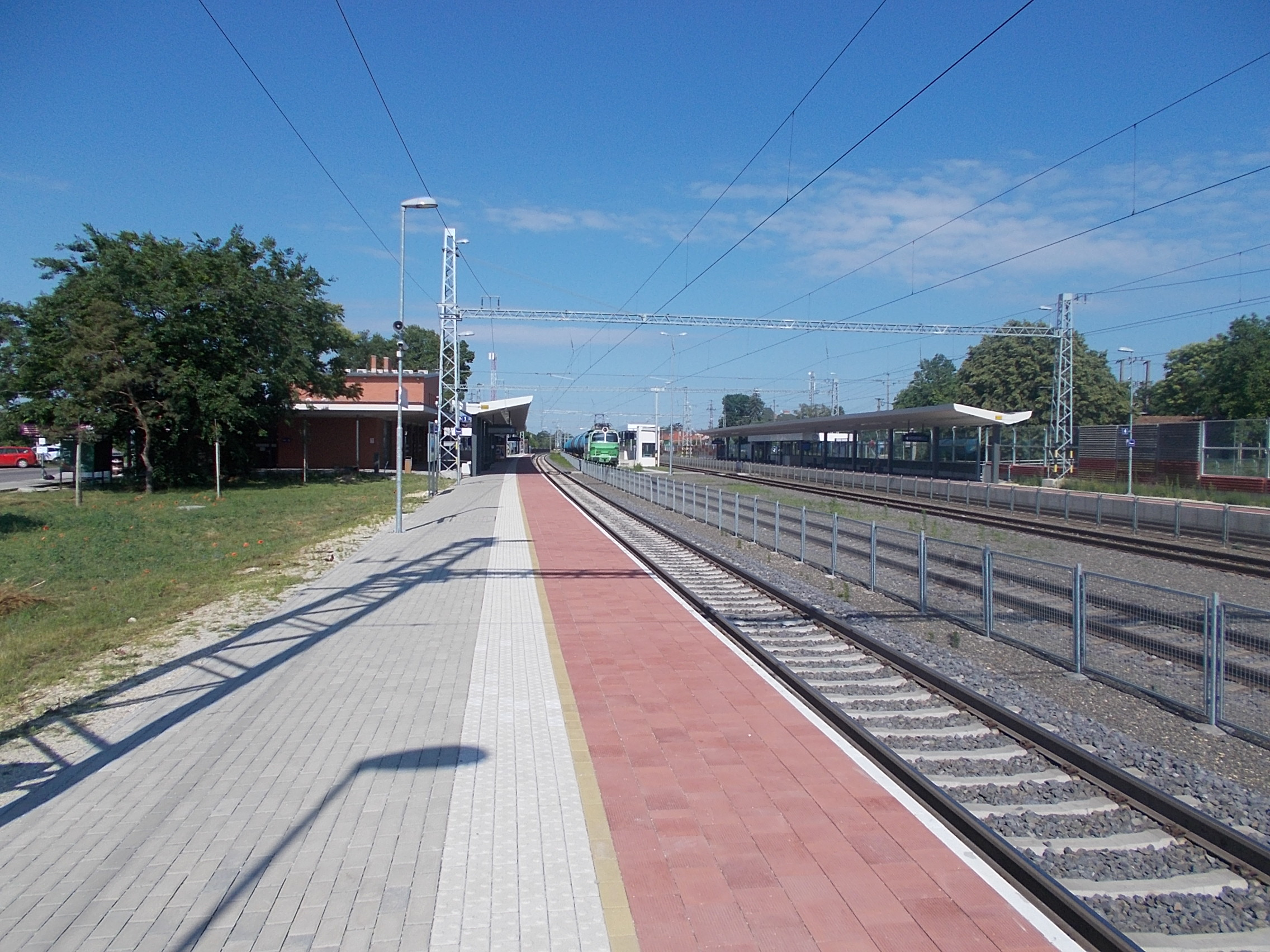
Az állomás a 2018-2020 között tartott rekonstrukció után

A Budapest–Hatvan-vasútvonal 1867-es átadásakor hozták létre az állomást. Az eredeti állomásépületet 1888-ban egy emelettel bővítették. A második világháborúban a ház olyannyira megsérült, hogy inkább visszabontották és 1949-ben kicsit odébb új, ferde tetős épületet emeltek. Az állomást és teljes környezetét a vasútvonal 2018-2021-es rekonstrukciója során újjáépítették, modernizálták. Ennek során 2019 májusában két hétig, amikor a Keleti pályaudvart is lezárták, a Nyugati pályaudvar helyett Pécel lett az S72-es személyvonatok végállomása. Az ideiglenes változtatás olyannyira népszerűnek bizonyult, hogy 2020 nyarán elindult az S76-os személyvonat, ami indulása óta ugyan csak Rákos vasútállomásig jár, de a tervek szerint később Pécelig fog járni.

## Megközelítése tömegközlekedéssel
- Helyi busz: 1, 1E, 2, 2E
- Elővárosi busz: 169E, 449, 956

## Forgalom
| Járat        | Útvonal | Gyakoriság                   |
| ------------ | --- | ---------------------------- |
| S80          | Budapest-Keleti – Kőbánya felső – Rákos – Akadémiaújtelep – Rákosliget – Rákoscsaba-Újtelep – Rákoscsaba – Pécel – Isaszeg – Gödöllő-Állami telepek – Gödöllő (– Máriabesnyő – Bag – Aszód – Hévízgyörk – Galgahévíz – Tura – Hatvan – napi 1 tovább Füzesabony felé) | Félóránként                  |
| G80          | Isaszeg → Pécel → Rákoscsaba → Rákosliget → Akadémiaújtelep → Budapest-Keleti | Munkanapokon 3 Budapest felé |
| InterRégió   | Miskolc-Tiszai → Nyékládháza → Mezőkövesd → Füzesabony → Hatvan → Isaszeg → Pécel → Rákoscsaba → Rákosliget → Akadémiaújtelep → Budapest-Keleti | Napi 1 Budapest felé         |
| személyvonat | Gyöngyös → Gyöngyöshalász → Vámosgyörk → Hatvan → Tura → Aszód → Bag → Máriabesnyő → Gödöllő → Isaszeg → Pécel → Rákoscsaba → Rákoscsaba-Újtelep → Rákosliget → Akadémiaújtelep → Rákos → Kőbánya felső → Budapest-Keleti                                             | Napi 1 Budapest felé         |